# Pygolampis pectoralis
Pygolampis pectoralis är en insektsart som först beskrevs av Thomas Say 1832.  Pygolampis pectoralis ingår i släktet Pygolampis och familjen rovskinnbaggar. Inga underarter finns listade i Catalogue of Life.